# De nakna och de döda
De nakna och de döda (originaltitel: The Naked and the Dead) är en roman från 1948 av Norman Mailer. Den utgavs i svensk översättning 1950, och filmatiserades 1958. Romanen handlar om soldater i andra världskrigets strider i Stilla havet och utspelar sig på den helt fiktiva ön Anopopei. Mailers egna upplevelser under andra världskriget ligger som grund till boken.

## Handling
Romanen skildrar ett antal soldater som ingår i en jägarpluton vid en regementsstab. Männen har skilda bakgrunder och karaktärer, men kommer alla ur arbetarklass och lägre medelklass. En del av dem är redan härdade veteraner från flera tidigare stridsuppdrag, några är reservmanskap som försöker finna sig till rätta i sin första konfrontation med kriget. Deras liv som vanliga soldater och underbefäl skildras detaljrikt: Stridsuppdrag och skräcken under dem växlar med långtråkiga och ansträngande lossningstjänst, släpande av kanoner och bevakning. De är ofta våta, frusna och hungriga och fyllda av vantrivsel. Denna krigets vardag på gräsrotsnivå ställs i kontrast mot den komplicerade relationen mellan den protofascistiske generalen Cummings och dennes adjutant löjtnant Hearn. En relation som blir alltmer konfliktfylld. Så småningom löper historierna ihop när Cummings omplacerar Hearn till att leda jägarplutonen på ett nära nog omöjligt spaningsuppdrag bakom fiendens linjer; ett beslut som starkt upprör sergeanten Croft som länge varit plutonens chef och obestridlige ledare. Under denna patrull kommer flera av de medverkande att få sätta livet till utan att det i slutändan får minsta betydelse för utgången av amerikanernas strid mot de alltmer försvagade och decimerade japanska styrkorna på ön. 
Romanen består av detaljerade personporträtt och skildrar både gemenskapen och konflikterna mellan män som måste leva tätt inpå varandra i en extremt utsatt och pressande situation. Romanen består också av sådant som kanske inte hör till det vanligaste i krigsromaner: Ett "ofarligt" men oerhört psykiskt och fysiskt utmattande uppdrag att transportera luftvärnskanoner fram mot fronten och en bårtransport av en sårad och döende soldat från ett patrulluppdrag som gradvis sliter ner de som bär honom till både fysisk och mental kollaps.

## Kuriosa
- Olof Palme recenserade originalutgåvan i Svenska Dagbladet den 21 februari 1949.[1]